# Ammoxenus psammodromus
Ammoxenus psammodromus is een spinnensoort uit de bodemjachtspinnen (Gnaphosidae). De soort komt voor in Zuid-Afrika.